# Jaha Dukureh
Jaha Dukureh Embaixador(a) da boa vontade da ONU Mulheres (nascida em 1989) é uma activista pelos direitos humanos  gambiana impulsionadora da campanha contra a  mutilação genital feminina (MGF). É a fundadora e directora de Safe Hands for Girls, uma organização que luta contra MGF, e é a líder da campanha em The Guardian's End FGM Guardian Global Média Campaign. Em abril de 2016, foi incluída na lista de Time 100, que reúne as 100 pessoas mais influentes do ano.